# Sadies gibbosa
Sadies gibbosa là một loài nhện trong họ Salticidae.
Loài này thuộc chi Sadies. Sadies gibbosa được Fred R. Wanless miêu tả năm 1984.